# Onopordum seravschanicum
Onopordum seravschanicum là một loài thực vật có hoa trong họ Cúc. Loài này được Tamamsch. mô tả khoa học đầu tiên năm 1963.